# Rasesa
Rasesa is een dorp in het district Kgatleng in Botswana. De plaats telt 3933 inwoners (2011).